# Whangarei Heads
Whangarei Heads est une localité et un promontoire, situés sur le côté nord du mouillage de Whangarei Harbour (en) dans la région du Northland, dans l’Île du Nord de la Nouvelle-Zélande.

## Situation
La ville de Whangarei est localisée à 29 km vers le nord-ouest et Ocean Beach, Northland, est à 8 km vers le sud-sud-est de la ville de Taurikura, qui est située entre les deux.
Le mont Manaia (en) vers l’est, s’élève à 420 m,.
Immédiatement vers l’ouest se trouve McLeod Bay, qui fait environ 2 km de long.
Le banc de sable de McDonald se situe à quelques mètres au-delà de la côte à marée basse.
Le promontoire vers le sud de la ville consiste en des collines, le « Mont Aubrey », et une petite plage de graviers de200 mètres de large, nommée Reotahi Bay.

## Histoire
Gilbert Mair (en) acheta l’ensemble de la péninsule et toutes les choses qui se trouvaient au sud de la ligne courant de McLeod Bay jusqu’à la « côte du Pacifique » soit environ 10,000 acres, au chef Māori Te Tao, en 1839.
Il tenta de les revendre au « Capitaine Bernard », mais ce dernier fut perdu avec son bateau lors d’un naufrage.
Le chef Te Tirarau réclama alors des compensations pour ses trois chevaux à cause de ses ancêtres qui avaient versé leur sang sur cette terre, mais qui fut cédée seulement pour deux chevaux en 1844.
Le gouvernement ré-examina la légalité des terres achetées en 1844 et accorda à Gilbert Mair la propriété de seulement 414 acres, alors que Mair avait déjà vendu ses intérêts sur les terrains à Logan Campbell (en). Campbell poursuivit sa demande pour le reste des terres promises.
Un groupe de colons venant de Nouvelle-Écosse, menés par le révèrent Norman McLeod, s’installa à McLeod Bay vers 1855, bien que les propriétaires des terrains ne s’y soient pas encore fixés.
En 1861, Campbell reçu le droit d’acheter 1 800 acres à raison de 10 £/- par acre, et il put louer 910 acres, qu’il vendit ensuite aux colons de Nova Scotia.

## Éducation
L’école de Whangarei Head est une école primaire allant du niveau 1 à 8, avec un taux de décile de 9 et un effectif de 107 élèves.
L’école fut fondée en 1858, et c’est ainsi la deuxième plus ancienne école du pays encore en fonctionnement sur son site initial.
Le principal actuel de l’école est Mr Lil Ogle.